# أفلا وسيف (إيموزار)
أفلا وسيف هي إحدى مشيخات المملكة المغربية، تتبع جغرافيا لعمالة أكادير إدا وتنان وإداريًا لإيموزار. يقدر عدد سكانها بـ 274 نسمة حسب الإحصاء الرسمي للسكان والسكنى لسنة 2004.